# 德基洋行商业综合楼
36°03′48″N 120°18′58.4″E / 36.06333°N 120.316222°E
德基洋行商业综合楼，又称兰德曼商业大楼、朗德曼商业综合楼旧址、“亨利王子路理发厅”，是位于中国山东省青岛市市南区广西路27号、广西路安徽路路口西北角的一座商业建筑，初建于1901－1902年，1905年扩建，最初为德基洋行创办者戈特弗里德·兰德曼所有，现为市南区一般不可移动文物。

## 历史

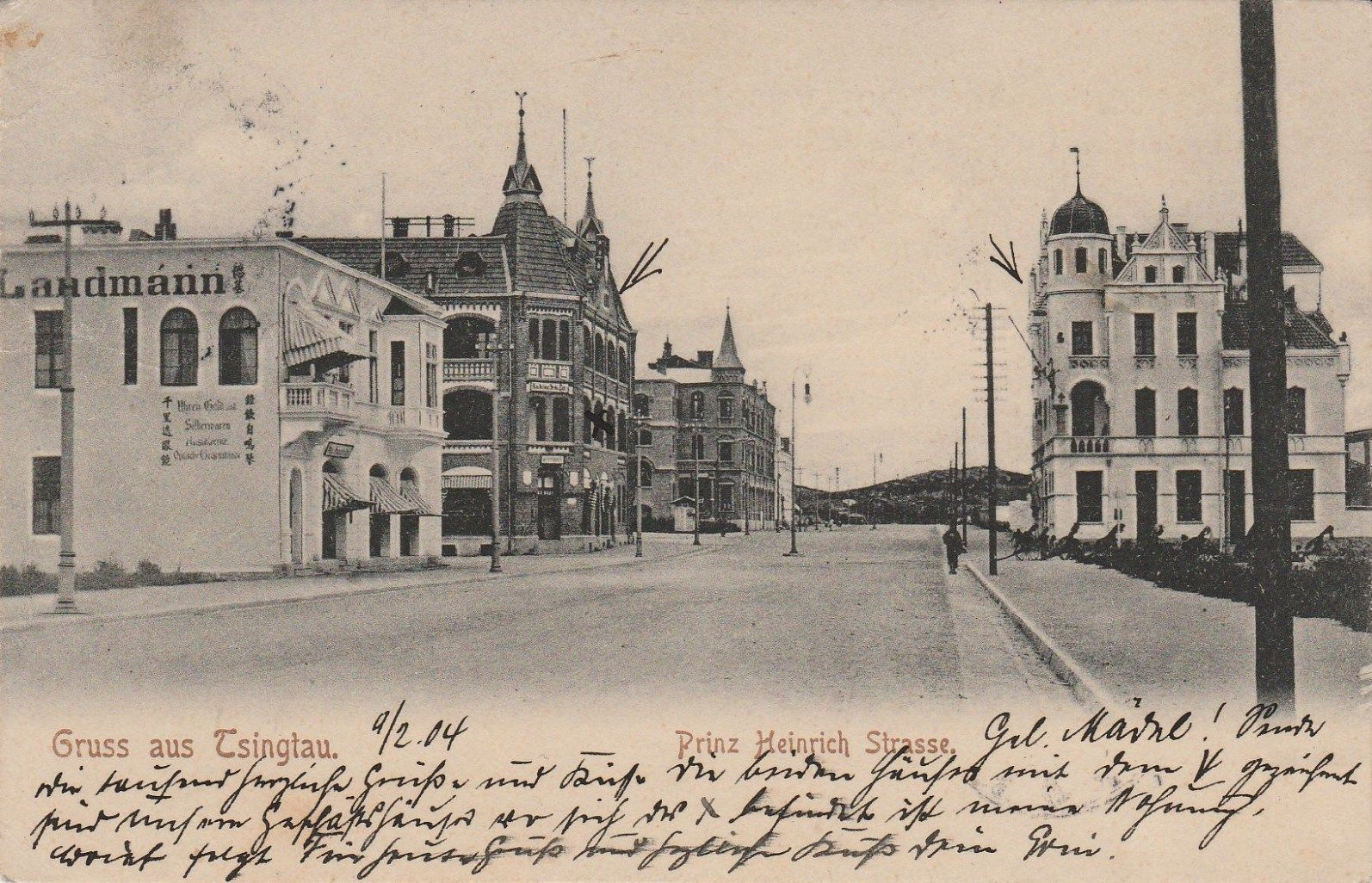
约1902年的广西路安徽路路口，左侧为胶澳皇家邮政局与尚为两层平顶状态的德基洋行，右侧为博德维希商业大楼，远处为祥福洋行公寓

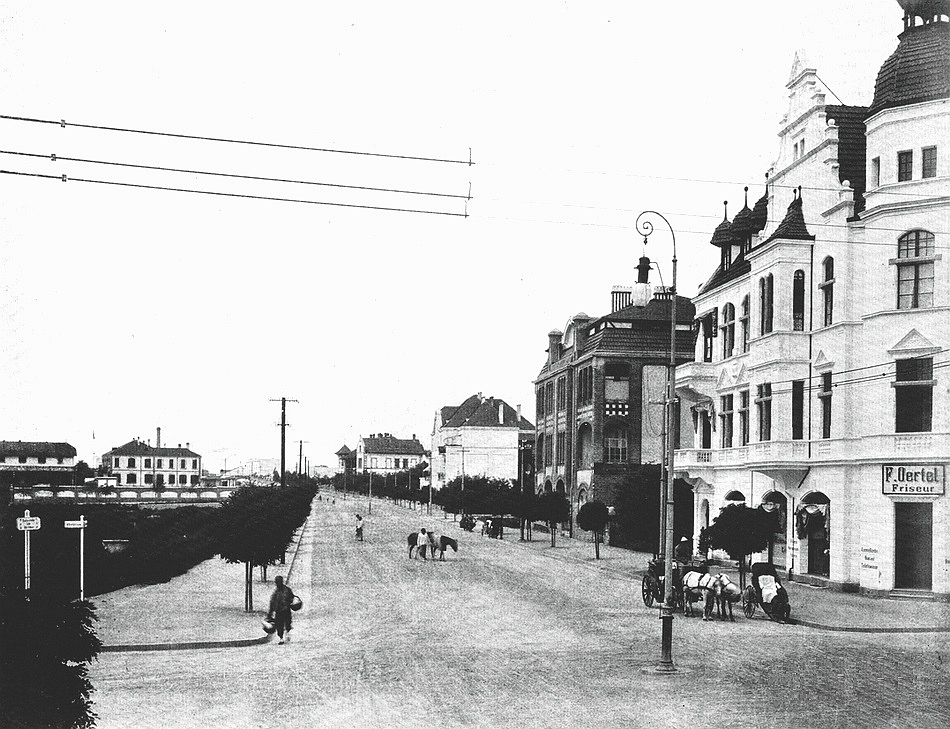
1900年代后期的广西路，右侧德基洋行商业楼一楼街角处门楣上可见奥尔特尔理发店的招牌，后侧为赉寿药行、奥尔特尔公寓等建筑

约1900年，德国人戈特弗里德·兰德曼（德語：Gottfried Landmann）到达青岛，开设了一家主营手表和金器的进出口公司，其店面最初开设在青岛口市场街（Marktstraße）的一座旧中式平房内。1901年，兰德曼在海因里希亲王街（Prinz-Heinrich-Straße，今广西路）阿尔贝特街（Albertstraße，今安徽路）路口西北角购地建设了自己的住宅兼商业楼，该楼1902年临时建成时仅为一栋平顶二层楼，1905年最终建成三层和坡屋顶。
兰德曼刚刚到达青岛时，青岛尚无啤酒厂。1901年2月2日，兰德曼与酿酒师路德维希·凯尔（Ludwig Kell）成立了兰德曼-凯尔公司，于2月14日以1192墨西哥银元购买了库默尔发电厂西侧、今天津路山西路路口南侧1489平方米的地块，并在此建设了啤酒厂与一家临街餐馆，同年5月18日申请了营业执照。兰德曼-凯尔啤酒厂为青岛第一家啤酒厂。1903年7月7日，兰德曼-凯尔啤酒厂宣布倒闭，厂房连同地块被卖给中国业主，凯尔也离开青岛。倒闭原因尚不明确，据兰德曼后人所述，凯尔行为不检且可能在从事诈骗活动。一个多月后的1903年8月15日，英德酿业公司投资建立了至今仍在生产的青岛啤酒厂。
啤酒厂倒闭后，兰德曼继续经营其商店。兰德曼商店的中文行名为“德基洋行”，主要售卖钟表、金银珠宝首饰、光学仪器、留声机、自行车等物件。此外亦曾在青岛出版风光明信片。1909年5月，兰德曼将妻儿送回德国后离开青岛回国，将其商业楼出租。德国人弗里茨·奥尔特尔（Fritz Oertel）曾在该楼一楼街角处开设理发店，部分资料因此称该建筑为“亨利王子路理发厅”。1914年日军占领青岛后，其房产被日军没收拍卖。
该建筑现仍为商住楼。2006年5月20日，该建筑列入第二批青岛市历史优秀建筑。2009年，该建筑曾经历小规模修缮，模仿原貌恢复了已被拆除的塔楼顶部。2012年11月6日列入市南区未核定为文物保护单位的不可移动文物（一般不可移动文物）名录。2022年，青岛海明城市发展有限公司（市南区政府所属国有企业）对该建筑进行修缮。

## 建筑特色
德基洋行商业楼位于广西路安徽路路口西北角，楼高三层带阁楼，砖石木结构。主入口位于南立面西端，内设木制楼梯与雕花楼梯柱。东南转角处开次入口，其门楣上的浮雕花纹刻有房主姓名缩写“GL”。临街的东、南两立面各起一面高大的山墙，山墙下方凸出为二、三层贯通的挑楼，两座山墙之间的街角处为塔楼，塔顶曾被拆除，2009年重建，但并未严格遵循原貌。屋顶为红瓦坡屋顶，南侧开有三个造型别致的老虎窗。其外墙装饰复杂多变，具有巴洛克风格。青岛学者李明对该楼评论称，该楼的建造仿佛“从柏林郊区搬来了一幢令人不会有一丁点惊奇的房子”，减少了德国侨民对此地的陌生感。

## 图集
- 德基洋行商业综合楼原貌
- 外墙粉刷、塔顶重建后不久的德基洋行商业楼，2009年4月
- 德基洋行商业楼，2016年1月
- 带有字母“GL”的门楣细节，2016年1月
- 山花与屋顶老虎窗，2016年8月
- 德基洋行商业楼2019年12月的状态，外墙可能曾因上合青岛峰会而临时粉刷了外立面，2009年重建的塔顶最上端因不明原因遗失